# 聖大衛廳

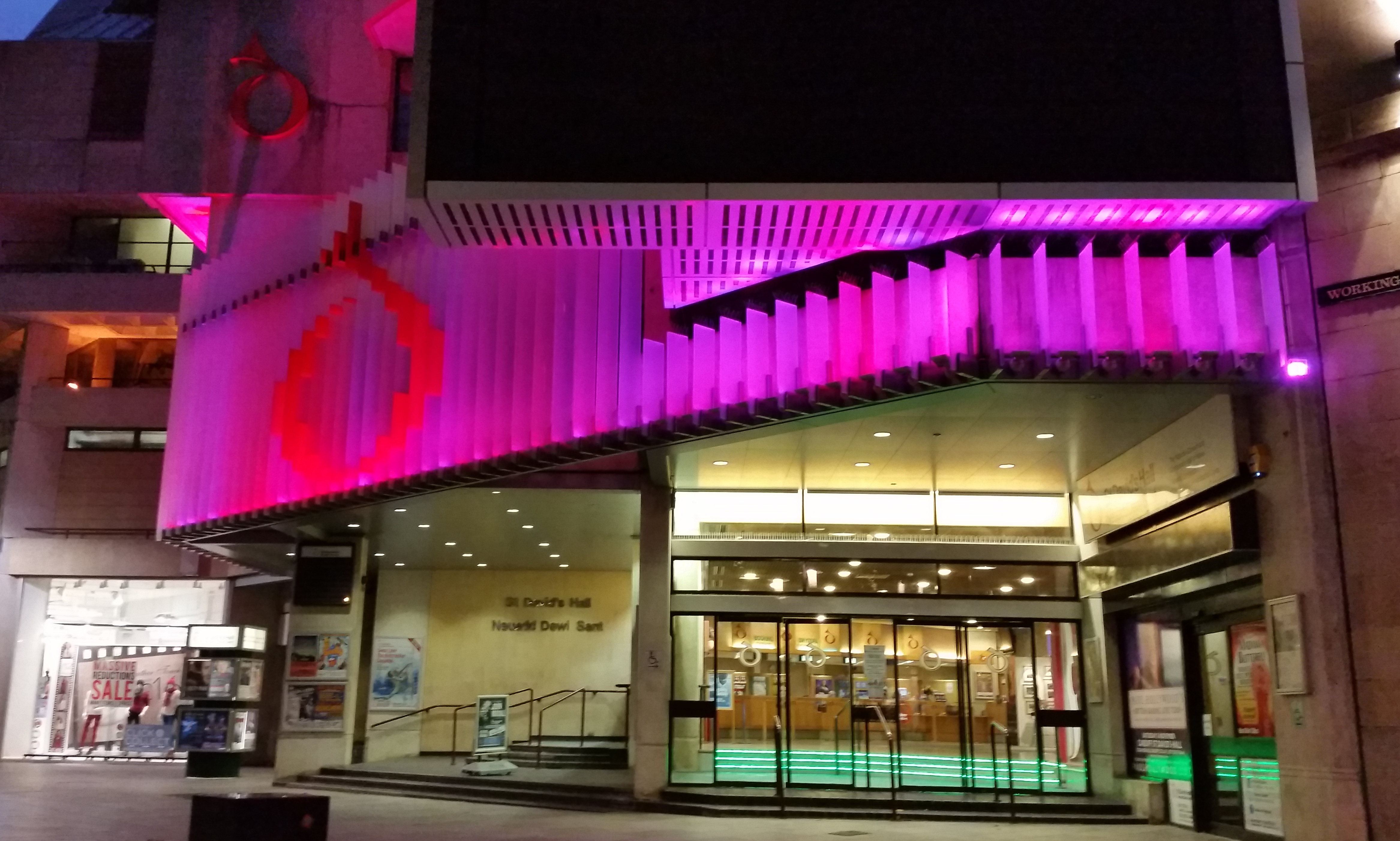
聖大衛廳

聖大衛廳（英語：St David's Hall）是位於威爾斯卡迪夫市中心的一個表演藝術場地和會議中心。聖大衛廳是威爾斯逍遙音樂會的舉辦場地，此外也舉辦眾多音樂和娛樂活動。聖大衛廳可以容納約2000人觀眾，首次舉辦演出是在1982年9月11日，正式開放則是在1983年2月15日。

## 外部連結
- 维基共享资源上的相關多媒體資源：聖大衛廳
- St David's Hall official site （页面存档备份，存于）
- Cardiff Council St David's Hall （页面存档备份，存于）

51°28′49″N 3°10′36″W / 51.48028°N 3.17667°W